# Advanced Message Queuing Protocol
AMQP (pour Advanced Message Queuing Protocol) est un protocole ouvert pour les systèmes de messagerie orientés intergiciel développé par la banque JPMorgan Chase. L'objectif d'AMQP est de standardiser les échanges entre serveurs de messages en se basant sur les principes suivants : orienté message, utilisation de files d'attente, routage (point à point et publish-subscribe), fiabilité et sécurité.
Les spécifications d'AMQP ont été écrites par un consortium international qui inclut entre autres Red Hat, Cisco Systems, IONA (en), iMatix, etc.
De précédentes tentatives de standardisation des intergiciels ont été faites au niveau des API (ex : JMS) ce qui n'a pas conduit à plus d'interopérabilité. Contrairement à JMS qui définit une API, AMQP est un protocole "wire-level"; c'est-à-dire qu'il décrit le format des données qui sont envoyées sur le réseau sous forme de flux d'octets. En conséquence, tout programme qui peut créer et interpréter des messages se conformant à ce format peut interagir avec tout autre outil, quels que soient les langages utilisés.